# アウロラとケファロス (ピエール＝ナルシス・ゲラン)

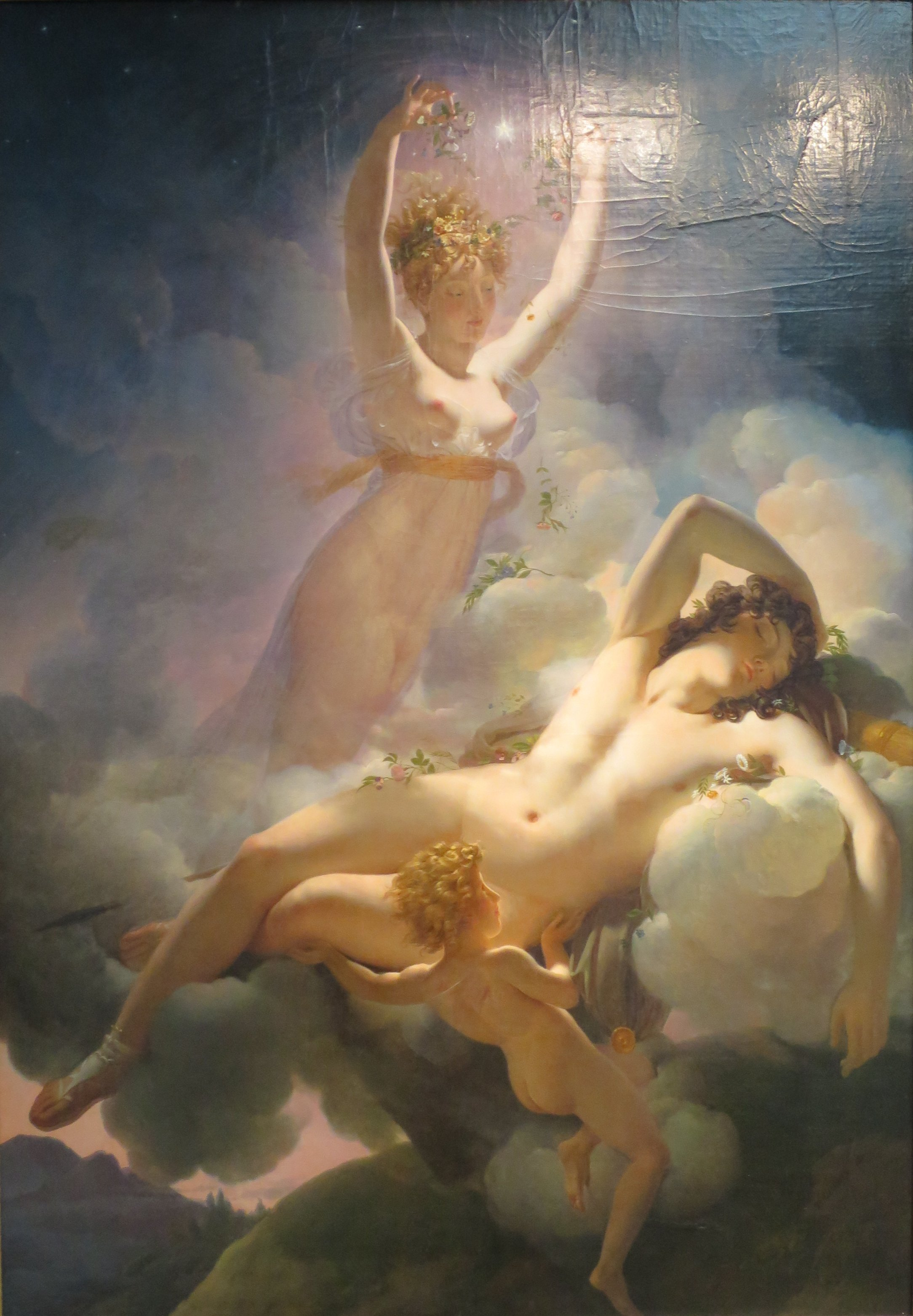
1811年のユスポフ伯のバージョン。モスクワ、プーシキン美術館所蔵。

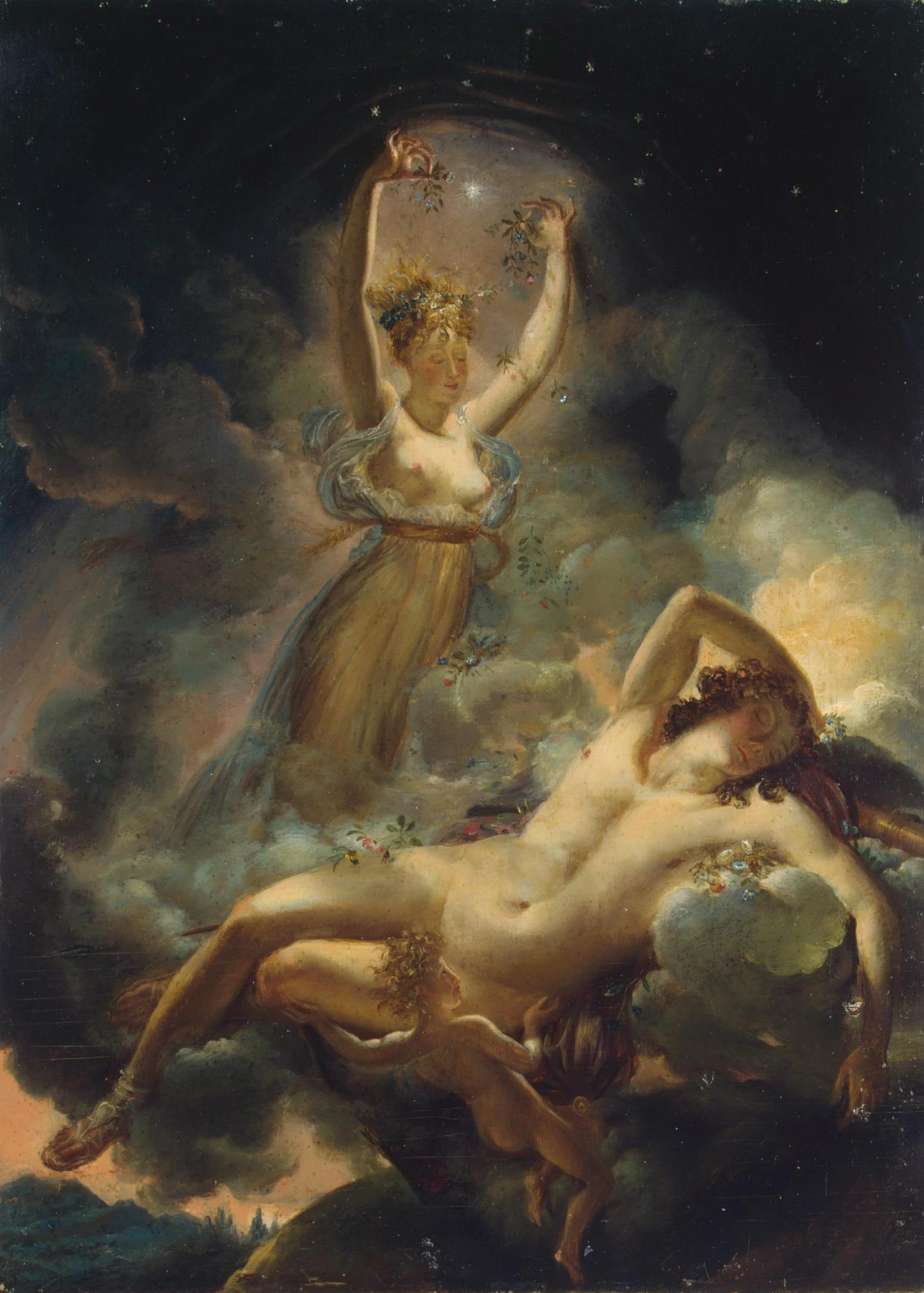
ユスポフ版の習作。サンクトペテルブルク、エルミタージュ美術館所蔵。

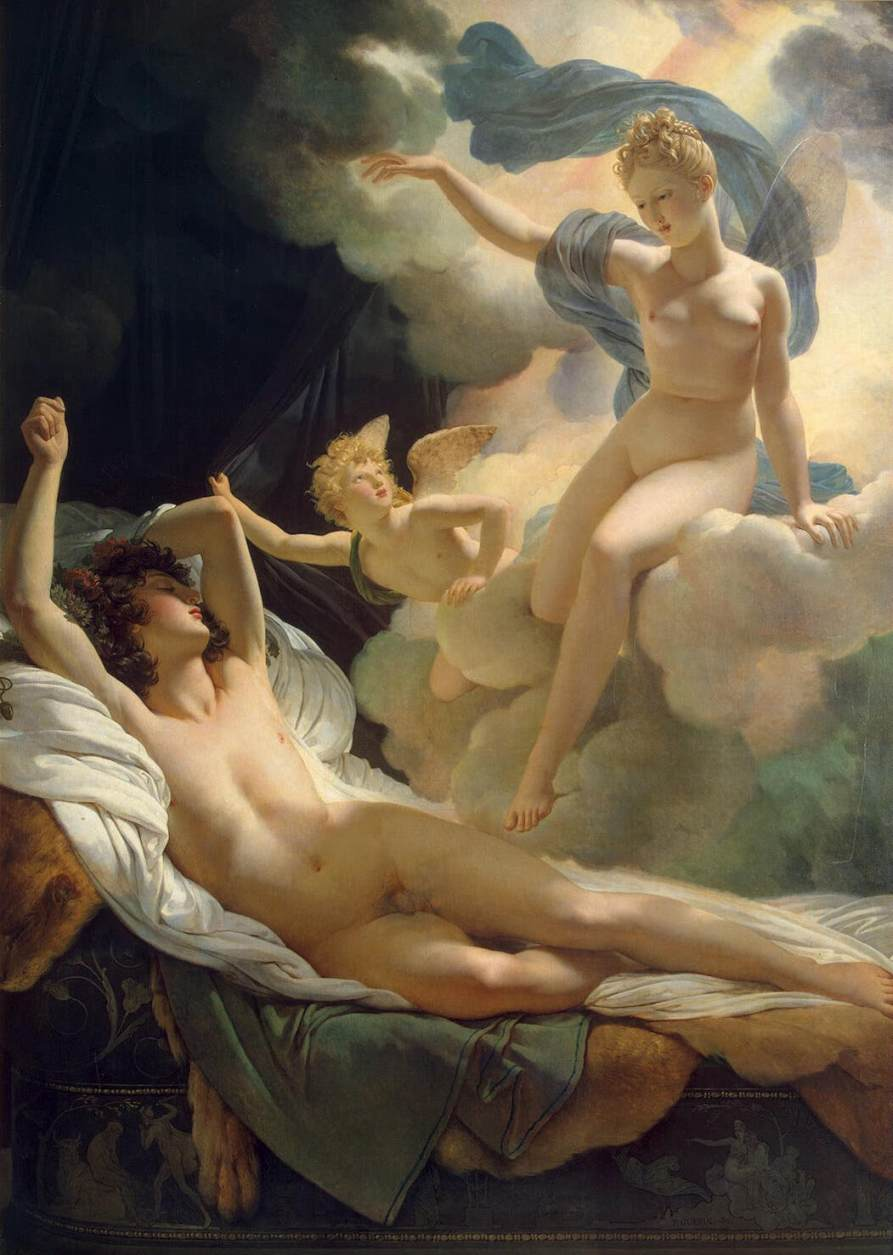
ユスポフ版の対作品として製作された『モルフェウスとイリス』。エルミタージュ美術館所蔵。

『アウロラとケファロス』（仏: L'Aurore et Céphale, 英: Aurora and Cephalus, 露: Аврора и Кефал）は、フランス新古典主義の画家ピエール＝ナルシス・ゲランが、1808年から1811年にかけて描いた絵画作品である。油彩。主題はギリシア神話であり、オウィディウスの『変身物語』で語られている女神エオス（アウロラ）とケパロス（ケファロス）の恋の物語から取られている。ピエール＝ナルシス・ゲランはイタリアのジョヴァンニ・バティスタ・ソンマリーヴァ伯とロシアのニコライ・ボリソヴィッチ・ユスポフ公という2人の美術コレクター・パトロンの発注により、本作品を2点制作した。現在、ソンマリーヴァ伯のために制作されたものはパリのルーヴル美術館に所蔵されている。一方、ユスポフ公のために制作されたものは完成作のほかに油彩習作も知られており、それぞれモスクワのプーシキン美術館と、サンクトペテルブルクのエルミタージュ美術館に所蔵されている。

## 主題
神話によるとケパロスは美しい男だった。彼がアテナイの王女プロクリスと結婚して2ケ月がたったころ、ケパロスが狩りをしていると、女神エオスが彼を誘惑し、半ば強引に連れ去った。夜明けとともに姿を現したエオスは、アテナイの東のヒュメトス山の頂から彼を発見し、その美しさを見て恋に落ちたのだった。しかしケパロスはいつまでたっても愛する妻を忘れることが出来なかった。エオスは怒って「きっと後悔する」と告げながらケパロスを地上に帰した。後にケパロスは自らの手でプロクリスを殺すことになる。

## ソンマリーヴァ版（1810年）
ゲランが描いたのはエオスがケパロスを見初める場面である。エオスは夜の闇を払い、太陽に先駆けて夜明けを告げる女神である。エオスはまだ星が輝いている夜のヴェールを持ち上げるようにして現れ、エオスの頭上にひときわ輝く星が、夜明け前の暗がりの中に、女神自身とケパロスを照らし出している。ケパロスは身を横たえて穏やかに眠っており、エオスはその美しさに心を奪われたように見つめながら、両手に花を取り、ケパロスの身体に散らしている。またクピドは女神の背後から身を乗り出してケパロスの手を取っている。
ゲランは1808年から1811年にかけて、『アウロラとケファロス』の2作品を同時に制作した。ソマリーヴァ伯のために制作した最初のバージョンは1810年に完成し、その年のサロンと1814年のサロンに出品された。本作品はソンマリーヴァ伯のコレクションとして一族に継承され、1888年、ベルナディン・デ・ソンマリーヴァ伯爵夫人キャサリン・シーエリール（Catherine Seillière）の死後、ルーヴル美術館に所蔵された。

## ニコライ・ユスポフ版（1811年）
第2のバージョンはニコライ・ユスポフ公が1810年に購入したモスクワ近郊のアルハンゲリスコエ宮殿を飾るために、『モルフェウスとイリス』（Morphée et Iris）とともに発注された。この発注はユスポスが1808年のサロンでゲランの出品作品『カイロで反逆者を赦免するナポレオン』（Napoléon pardonnant les rebelles au Caire）と『アミュンタスの墓で休む羊飼い』（Les Bergers au tombeau d'Amyntas）とを見たことによると推測されている。彼は美術コレクター、パトロンとして、ソンマリーヴァ伯とライバル関係にあり、対となる作品をゲランに発注することでソンマリーヴァ伯に勝利しようとした。
作品は1810年版と比較するとケパロスのポーズに若干の変化が認められる。特に大きな変化はクピドであり、1811年版ではケパロスの手前に移動し、両手をケパロスの脚と腰に添えながら、眠っているケパロスの表情を見上げている。作品は翌年に完成するとモスクワに送られ、アルハンゲリスコエ宮殿のプシュケの間に飾られた。
ユスポス公の死後、コレクションを受け継いだ息子のボリス・ニコラヴィッチ・ユスポフはその大部分をサンクトペテルブルクにあるユスポス家のモイカ宮殿に移し、『アウロラとケファロス』は1834年からモイカ宮殿で飾られた。後に1917年の十月革命を経てユスポフ公のコレクションは国有化され、『アウロラとケファロス』は1924年にエルミタージュ美術館に移管された。その頃、1918年の首都機能のモスクワ移転に伴い、エルミタージュ美術館の収蔵品の一部が新設されて間もないプーシキン美術館に移動されており、『アウロラとケファロス』はエルミタージュ美術館に移った翌年、プーシキン美術館に収蔵されることとなった。
一方、習作は長い間、ロシアで個人コレクションとなっていたが、所有者の死を経て、1978年にエルミタージュ美術館に所蔵された。

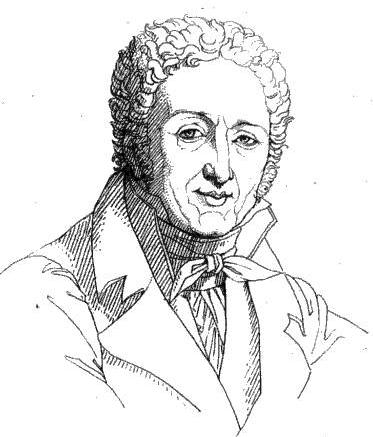
1815年頃のソンマリーヴァ伯。
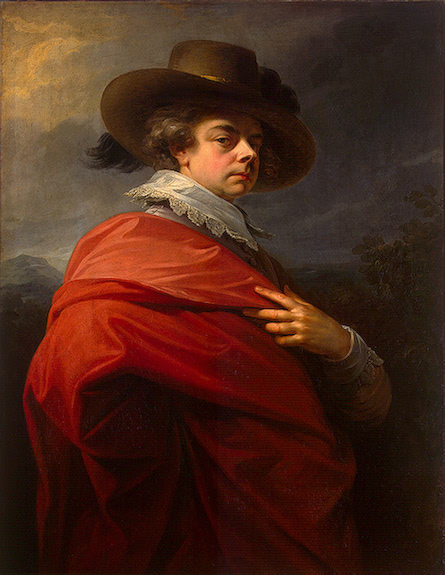
1783年に描かれたユスポフ公。

## 『モルフェウスとイリス』との関係
対作品として製作された『アウロラとケファロス』と『モルフェウスとイリス』は鏡像のような関係にある。構図の左右対称性に加え、完成作では1811年版のケパロスとモルペウス（モルフェウス）のポーズが似ている。しかしリール美術館に所蔵されている『モルフェウスとイリス』の習作素描ではアウロラとイリスの間により多くの類似が認められる。そこではイリスは雲に座っておらず、アウロラのように両腕を伸ばしたポーズをとっており、『モルフェウスとイリス』の初期構想としての『アウロラとケファロス』から発展したことが分かる。